# Татанчик
Татанчик — пересыхающая река (лог) в России. Протекает по Абанскому району Красноярского края. Длина реки — 10 км.
Начинается юго-западнее посёлка Абан. Течёт в общем восточном направлении по местности, занятой лугами и берёзово-сосновыми перелесками. Впадает в реку Абан слева на расстоянии 124 километров от его устья на высоте около 235 метров над уровнем моря.

## Данные водного реестра
По данным государственного водного реестра России относится к Ангаро-Байкальскому бассейновому округу, речной бассейн реки — Ангара, речной подбассейн реки — Тасеева, водохозяйственный участок реки — Тасеева.
Код водного объекта — 16010200312116200036351.